# Роман, Стелла
Стелла Роман (англ. Stella Roman; 23 августа 1904, Коложвар, Румыния — 12 февраля 1992, Нью-Йорк, США) — румынская оперная певица, обладательница теплого лирического сопрано, пользовавшаяся особой популярностью в Италии и США, где исполнила немало главных ролей.

## Биография
Стелла Роман (полное имя Флорика Виорика Альма Стела Блазу), родилась 23 августа 1904 года в городе Коложвар, Австро-Венгрия (ныне Клуж-Напока, Румыния). Росла в музыкальной семье и училась пению не меньше восьми лет, прежде чем состоялся её дебютный концерт, сначала в Клуже, затем в Бухаресте. После этого она получила стипендию, чтобы продолжить своё обучение в Италии под руководством великого интерпретатора произведений композиторов-веристов Джузеппины Бальдассаре-Тедески. Однако позже Стелла сказала, что «стиль её преподавательницы не очень ей подходит».
Следующим учителем Стеллы стала румынская певица-сопрано Хариклея Даркле (1860-1939), для голоса которой писали оперы многие композиторы того времени, включая Джакомо Пуччини, создавшего для неё бессмертную оперу «Тоска». О Даркле её благодарная ученица писала, что Хариклея «научила её ценить каждое слово и фразу».

## Карьера
По словам самой певицы, её профессиональный оперный дебют состоялся в 1934 году в Болонье с партией Мадлен в «Андре Шенье» (другие источники упоминают о выступлении в Пьяченце в 1932 году). Она пела «Тоску» в театре Сан-Карло в Неаполе, что послужило началом долгого партнёрства с тенором Джакомо Лаури-Вольпи. В 1937 году итальянский дирижёр Туллио Серафин предложил Стелле Роман трехлетний контракт с Римским оперным театром, и вскоре она дебютировала на сцене Римской оперы в роли Аиды.
В 1941 году Роман, также в роли Аиды, впервые появилась на сцене Метрополитен-опера в Нью-Йорке и продолжала выступать там на протяжении 1940-х годов, одну за другой исполняя самые крупные женские партии итальянского репертуара: в «Трубадуре», «Отелло», «Бале-маскараде», «Сельской чести», «Джоконде», «Тоске» и других итальянских операх. Впрочем, Роман часто приходилось делить эти роли в Метрополитен-опера с хорватским драматическим сопрано Зинкой Милановой. Стелла Роман покинула Метрополитен-Опера в 1951 году, после прихода Рудольфа Бинга в качестве генерального менеджера.
У Роман были особенные отношения с композитором Ридхардом Штраусом, который выбрал её на роль Императрицы в итальянской премьере «Женщина без тени», состоявшейся в Ла Скала в 1940 году. Позже, в 1948 году, она приезжала к Штраусу в Понтрезину, чтобы разучить с ним «Четыре последние песни» и роль Маршальши в «Кавалере розы». Именно роль Маршальши завершила её карьеру в неаполитанском театре Сан-Карло.
Роман ушла со сцены в 1953 году, когда вышла замуж во второй раз; её оперная карьера продолжалась 19 лет. Выйдя на пенсию, Стелла Роман занялась живописью, и её работы не раз выставлялись. Она умерла 12 февраля 1992 года в Нью-Йорке, в возрасте 87 лет.

## Записи
Во время работы в Метрополитен-Опера были записаны несколько выступлений Стеллы Роман, переизданные в наше время на CD. Среди них:
- запись в роли Амелии в Бале-маскараде (февраль 1942 года);
- запись в роли Леоноры в Силе судьбы (январь 1943);
- Дездемона в Отелло (1946).

Кроме того, существует запись различных оперных арий в сопровождении Лос-Анджелесского филармонического оркестра (Los Angeles Philharmonic).
Певица говорила, что она сделала несколько записей румынских народных песен с её соотечественником Джордже Энеску (George Enescu), но не была уверена, были ли они когда-либо выпущены на пластинке.